# Route départementale 14 (Alpes-de-Haute-Provence)
Pour les articles homonymes, voir Route départementale 14.
La route départementale 14, abrégée en RD 14 ou D 14, est une des routes des Alpes-de-Haute-Provence, qui relie Banon à Reillanne.

## Tracé de Banon à Reillanne
- col des Granons, commune de Reillanne
- Reillanne
- Vachères
- Col de Val Martine, commune de Banon
- Banon